# Lucy Hayes
Lucy Ware Webb Hayes, född 28 augusti 1831 i Chillicothe i Ohio, död 25 juni 1889 i Fremont i Ohio, var en amerikansk presidentfru 1877–1881, gift med president Rutherford B. Hayes.  Hon var den första presidentfrun med titeln "First Lady" ("Första dam").

## Biografi
Lucy Hayes far var läkare. Hon träffade sin blivande make när hon studerade vid Weslyan Female College i Cincinnati. Han var jurist, åtta år äldre än hon. Han började uppvakta Lucy på sin mors uppmaning – denna ansåg att Lucy skulle vara den perfekta hustrun för sin son. Så tyckte också Hayes, och bröllopet stod den 30 december 1852. I äktenskapet föddes en dotter och sju söner, av vilka tre dog som spädbarn.
När Lucy Hayes år 1877 blev presidentfru hade rollen som "första dam" – delvis på grund av hennes företrädares ansträngningar – blivit alltmer betydelsefull, och övergått från att vara en societetsvärdinna till en närmast offentlig (om än informell) roll. Tidningarna hade påbörjat en regelbunden rapportering om presidentfrun, som från denna tid kallades för First lady i nyhetsrapporteringen, sedan denna titel används om henne vid rapporteringen av makens installationsceremoni. Ny teknik gjorde att hon blev mer synlig då hon lätt kunde avbildas i pressen, och hon spelade också en synlig roll då hon ofta följde med maken på offentliga ceremonier. Hon åtföljde honom på en rundtur genom Sydstaterna 1877, och till Västkusten 1878. Hon blev den första presidentfrun med ett privat offentligt schema då hon 1878 gjorde en rundtur i Philadelphia utan presidenten.
Hayes beskrivs som älskvärd och gudfruktig, och en övertygad helnykterist, engagerad i den växande nyktherhetsrörelsen. President Hayes förbjöd att vin serverades under hela hans ämbetstid i Vita huset, vilket ofta har tillskrivits hennes inflytande. På grund av detta har hon ibland kallats "Lemonade Lucy". Under sin tid som presidentfru introducerade hon 1878 den årliga äggrullningstävlingen till påskhelgen. Hon var övertygad abolitionist, och bjöd in afroamerikanska musiker att uppträda i Vita huset. Hon gav till välgörenhet men ville inte personligen engagera sig i någon förening utan bara utgöra ett moraliskt föredöme i sin egenskap av USA:s mest synliga kvinna.
Hon avled av ett slaganfall 1889 i familjens hem i Fremont i Ohio.

## I populärkulturen
Fiktiva versioner av presidentparet medverkar i seriealbumet Stjärnspel i Västern, ur serien Lucky Luke.